# EMUI
Huawei EMUI (ehemals Emotion UI) ist eine Custom-ROM auf Basis des mobilen Betriebssystems Android, das Huawei auf den meisten Smartphones der Marken Huawei und Honor verwendet.

## Geschichte
Am 30. Dezember 2012 führte Huawei Emotion UI 1.0 auf Basis von Android 4.0 ein. Es verfügt über eine Sprachassistent-App (nur auf Chinesisch), personalisierbare Homescreens und einen Themenwechsel. Das Unternehmen hat die Installationsdateien für das Huawei Ascend P1 über seine Website bereitgestellt.
Am 4. September 2014 kündigte das Unternehmen EMUI 3.0 sowie das Ascend Mate 7 auf der Vorveranstaltung der IFA in Berlin an. Die Benutzeroberfläche wurde seitdem „EMUI“ statt „Emotion UI“ genannt. Diese verfügt über einen neuen App Store (für den chinesischen Markt).
Ende 2015 brachte Huawei das Huawei Mate 8 mit dem neuen EMUI 4.0, mit einer neu gestalteten Benutzeroberfläche auf Basis von Android 6.0 auf den Markt.
Im Jahr 2016 wurde mit dem Huawei Mate 9 EMUI 5.0 eingeführt.
Im Jahr 2017 wurden alle ROM-Dateien von EMUI auf der offiziellen Website entfernt. Huawei kündigte an, dass es einen „bequemeren und zufriedenstellenden Update-Service“ bieten wird. Seitdem werden alle Updates über OTA-Updates (Over-the-Air) ausgeliefert.
Ende 2017 wurde EMUI 8.0 eingeführt, wobei EMUI 6.0 und 7.0 übersprungen wurden, um die Nummerierung an die Android-Versionen anzugleichen. Die neue Version wurde gleichzeitig mit dem neuen Huawei Mate 10 veröffentlicht. Diese Version konzentriert sich auf verschiedene KI-Fähigkeiten.
Das im September 2020 veröffentlichte EMUI 11 soll wahrscheinlich das letzte Android-basierte Betriebssystem Huaweis werden und wird in Zukunft von HarmonyOS abgelöst. Ein hauseigenes Betriebssystem Huaweis war bereits seit 2012 in der Entwicklung, als Auslöser des unmittelbaren Umstiegs gelten allerdings hauptsächlich die Sanktionen seitens der USA.
2024 kam die neue Huawei Pura 70 Serie dann wieder mit EMUI als Betriebssystem für den internationalen Markt heraus. Die Modelle werden mit EMUI 14.2 ausgeliefert. Google Dienste sind weiter nicht vorhanden.

## Versionen
| Version        | Android-Version           | Releasejahr | Letzte stabile Version |
| -------------- | ------------------------- | ----------- | ---------------------- |
| Emotion UI 1.0 | Android 2.3 – 4.3         | 2012        | 1.6                    |
| Emotion UI 2.0 | Android 4.2 – 4.4         | 2013        | 2.3                    |
| EMUI 3.0       | Android 4.4 – 5.1         | 2014        | 3.1                    |
| EMUI 4.0       | Android Marshmallow (6.0) | 2015        | 4.1                    |
| EMUI 5.0       | Android Nougat (7.x)      | 2016        | 5.1                    |
| EMUI 8.0       | Android Oreo (8.x)        | 2017        | 8.2                    |
| EMUI 9.0       | Android Pie (9)           | 2018        | 9.1                    |
| EMUI 10.0      | Android 10                | 2019        | 10.1                   |
| EMUI 11.0      | Android 10                | 2020        | 11.0                   |
| EMUI 12.0      | Android 10 bzw. 11        | 2021        | 12.0                   |
| EMUI 13.0      | Android 12                | 2022        | 13.1                   |
| EMUI 14.0      | Android 12                | 2024        | 14.2                   |